# IC 2271
IC 2271 је галаксија у сазвјежђу Рак која се налази на листи објеката дубоког неба у Индекс каталогу.
Деклинација објекта је + 24° 31' 39" а ректасцензија 8h 18m 19,7s. Привидна величина (магнитуда) објекта IC 2271 износи 14,2 а фотографска магнитуда 15,2. IC 2271 је још познат и под ознакама CGCG 119-39, NPM1G +24.0146, KUG 0815+246, PGC 23283.